# فلوریان جرجات
فلوریان جرجات (انگلیسی: Florian Jarjat؛ زادهٔ ۱۸ فوریهٔ ۱۹۸۰) بازیکن فوتبال اهل فرانسه است.
از باشگاه‌هایی که در آن بازی کرده‌است می‌توان به باشگاه فوتبال نانت، باشگاه فوتبال دیژون، باشگاه فوتبال باستیا، باشگاه فوتبال تروا، و باشگاه فوتبال نیس اشاره کرد.